# 428
Évszázadok: 4. század – 5. század – 6. század
Évtizedek: 370-es évek – 380-as évek – 390-es évek – 400-as évek – 410-es évek – 420-as évek – 430-as évek – 440-es évek – 450-es évek – 460-as évek – 470-es évek
Évek: 423 – 424 – 425 – 426 –  427 – 428 – 429 – 430 – 431 – 432 – 433

## Események

### Nyugat- és Keletrómai Birodalom
- Flavius Felixet (nyugaton) és Flavius Taurust (keleten) választják consulnak.
- A lázadónak nyilvánított Bonifatius africai helytartó Karthágó elvesztése után Numidiába húzódik vissza és gót zsoldosaival fosztogatja a vidéket.
- Meghal a Dél-Hispániába költözött vandálok és a hozzájuk csatlakozott alánok királya, Gunderic. Utóda féltestvére, Geiseric.
- Chlodio lesz a száli frankok királya, aki a Rajnától keletre lévő Dispargum erődjét teszi meg székhelyévé.
- Az előző évben meghalt I. Szisziniosz konstantinápolyi pátriárka helyére Nesztorioszt választják meg, aki a Krisztus isteni és emberi mivoltáról folytatott vitában kompromisszumot igyekszik kötni és javasolja hogy Szűz Máriát ezentől "Istenszülő" helyett 'Krisztusszülő" jelzővel illessék. Kürillosz alexandriai pátriárka elítéli és eretneknek nyilvánítja Nesztoriosz nézeteit.

### Szászánida Birodalom
- A lázongó örmény főnemesek kérésére V. Bahrám nagykirály lemondatja IV. Artaxiaszt és Örményország perzsiai fennhatóság alatt lévő részéből a korábbi vazallus állam helyett közvetlenül irányított tartományt alakít. Ezzel az ezeréves örmény állam megszűnik és csak négyszáz évvel később nyeri el ismét önállóságát.

## Halálozások
- Gunderic, vandál király
- Mopszuesztiai Szent Theodórosz, püspök, teológus

## Fordítás
- Ez a szócikk részben vagy egészben  a(z)   428 című angol Wikipédia-szócikk ezen változatának fordításán alapul.  Az eredeti cikk szerkesztőit annak laptörténete sorolja fel. Ez a jelzés csupán a megfogalmazás eredetét és a szerzői jogokat jelzi, nem szolgál a cikkben szereplő információk forrásmegjelöléseként.